# Jędrzej Poczwardowski
Jędrzej Poczwardowski (ur. 29 czerwca 2002) – polski lekkoatleta specjalizujący się w biegach średnich.
W 2019 roku triumfował w biegu na 1500 metrów w trakcie olimpijskiego festiwalu młodzieży Europy w Baku.
Medalista ogólnopolskiej olimpiady młodzieży i reprezentant kraju w meczach międzypaństwowych.
Rekordy życiowe: bieg na 1500 metrów (stadion) – 3:49,98 (15 sierpnia 2020, Gdańsk).

## Osiągnięcia
| Rok  | Impreza                              | Miejsce | Konkurencja         | Pozycja    | Wynik   |
| ---- | ------------------------------------ | ------- | ------------------- | ---------- | ------- |
| 2019 | Olimpijski festiwal młodzieży Europy | Baku    | bieg na 1500 metrów | 1. miejsce | 3:54,64 |